# بيلوند
بيلوند : هي بلدة تقع في يوتلاند، الدنمارك.